# تذييل (نص)

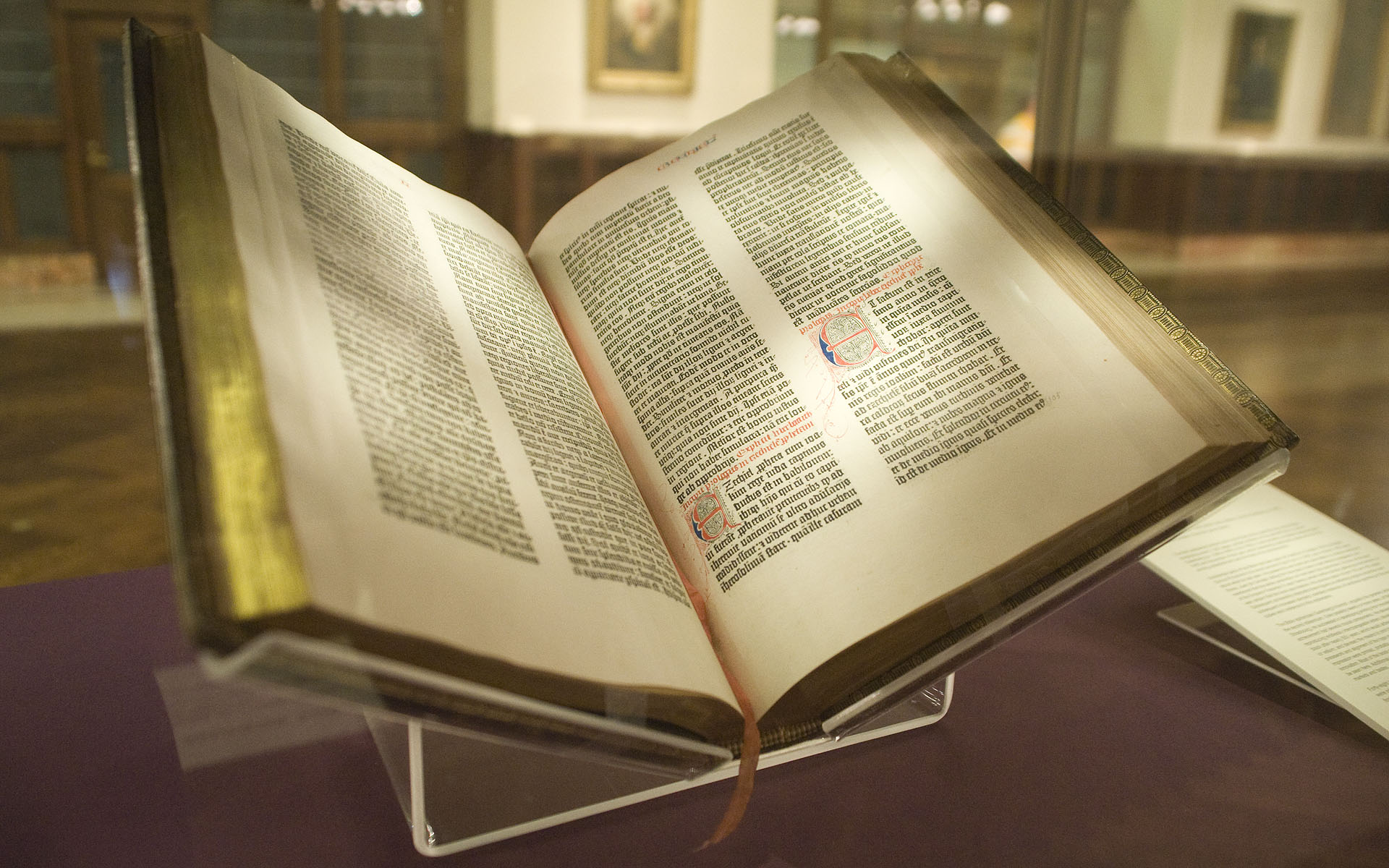

التذييل عند أهل الكتابة هو الكتابة في ذيل الورقة أو الكتاب، وتحت متن النص عموما.
تذييل التذييل هو زيادة تذييل بعد التذييل الأول.
في اللغات الرومية، يكون التذييل بكتابة علامة بي إس تحت التوقيع، وتذييل التذييل بكتابة بي بي إس وهلم جرا. بعد التذييل تكتب عبارة دي إس أحيانا.

## تذنيب
التذنيب ملحق بآخر الفصل من الكتاب يجعل كالتتمة له.

## وصلات خارجية
(بالفرنسية)
- Bencheneb, Mohammed. Liste des Abréviations employées par les Auteurs Arabes